# Lycksele tingsrätt
Lycksele tingsrätt är en tingsrätt i Västerbottens län med kansli i Lycksele. Tingsrättens domkrets omfattar kommunerna Dorotea, Lycksele, Sorsele, Storuman, Vilhelmina och Åsele. Tingsrätten med dess domkrets ingår i domkretsen för Hovrätten för Övre Norrland.

## Administrativ historik
Vid tingsrättsreformen 1971 bildades denna tingsrätt i Lycksele av häradsrätten för Lycksele tingslag. Domkretsen bildades av Västerbottens västra domsaga. Sedan 1971 omfattar domkretsen (domsagan) Dorotea, Lycksele, Sorsele, Storumans, Vilhelmina och Åsele kommuner. Tingsplats är Lycksele och var till 2008 även Storuman, Vilhelmina och Åsele.
Lycksele tingshus  brann ner 2004, varför man under flera år hänvisades till provisoriska lokaler. I januari 2012 invigdes det nya tingshuset.
I december 2021 tilldelades Lycksele tingsrätt Offentlighetspriset.

## Lagmän
- 1971-1972: Åke Åkebring
- 1972-1979: Albert Bengtsson
- 1979-1984: Harry Tjernberg
- 1984-2003 (1993): Svante Bergström
- 1994-2002: Kjell Persson långtidsvikariat
- 2003-2018: Erik Sundström
- 2018-2021: Anders Alenskär
- 2022-: Olof Hellström

## Lycksele tingsrätt i litteraturen
Delar av Claes Hylingers samling prosatexter Nya dagar och nätter utspelar sig i anslutning till Lycksele tingsrätt.